# Mississippi (Aire-sur-la-Lys)
Mississippi is een gehucht in de Franse gemeente Aire-sur-la-Lys in het departement Pas-de-Calais. Het ligt in het zuiden van de gemeente, net ten zuiden van de oude stadskern van Aire-sur-la-Lys.

## Geschiedenis
Op de 18de-eeuwse Cassinikaart staat de plaats aangeduid als Misisipy, ten zuiden van de stadsomwallingen van Aire-sur-la-Lys. Op het eind van de 19de eeuw werden de omwallingen gesloopt. De stad kon zich daarna in de loop van de 20ste eeuw uitbreiden in zuidelijke richting, waardoor het gehucht vergroeid raakte met het stadscentrum.
Aire-sur-la-Lys · Garlinghem · Glomenghem · Grand Neufpré · Houleron · La Jumelle · La Lacque · Lenglet · Mississippi · Moulin le Comte · Pecqueur · Petit Neufpré · Rincq · Saint-Martin · Saint-Quentin · Widdebrouck

Lijst van Franse gemeenten · Arrondissement Sint-Omaars · Pas-de-Calais · Hauts-de-France